# Experimentele filosofie
Experimentele filosofie (soms afgekort als X-Phi of XΦ) is een filosofische beweging in de hedendaagse filosofie die probeert traditioneel filosofisch onderzoek te combineren met systematisch empirisch onderzoek. Met behulp van de methoden van de cognitieve wetenschap, doen experimentele filosofen experimentele studies gericht op begrijpen hoe mensen gewoonlijk denken over bepaalde fundamentele kwesties of intuïties in de filosofie. Bekende experimentele filosofen zijn Joshua Knobe en Shaun Nichols en de experimentele filosofie is voornamelijk aanwezig binnen de analytische filosofie.
Experimentele filosofen vatten hun werk vooral op als een reactie op de klassieke filosofie die zij typeren als "leunstoelfilosofie" (arm chair philosophy). Volgens experimentele filosofen heeft de filosofie het contact met de wetenschap en het empirisch onderzoek uit het oog verloren en zich gericht op het wereldvreemd analyseren van concepten op basis van a priori redeneren en de eigen intuïtie. Dit heeft volgens experimentele filosofen enkel geleid tot onenigheid en eeuwig durende discussies, die slechts beslecht kunnen worden als men effectief gaat testen welke intuïties of alledaagse opvattingen er bij de gewone mens leven. Zelf is de experimentele filosofie dan ook interdisciplinair van karakter, en in de grens met psychologie en cognitiewetenschap niet meer zo strikt.

## Doelstelling
Volgens experimentele filosofen hield de filosofie zich in oorsprong bezig met de brede vraag naar de menselijke conditie; het ging om het vragen naar wat een mens is en hoe zijn geest werkt. In feite was de filosofische interesse van filosofen vroeger onbeperkt en maakte het niet uit of wat ze deden eigenlijk tot de psychologie of politicologie behoorde. Filosofie ging, volgens experimentele filosofen, oorspronkelijk over het inzicht krijgen in het totaalbeeld van de mens. Kwame Anthony Appiah wijst op het werk van Arne Naess als 'voorloper' van de experimentele filosofie. In zijn boek "Truth" As Conceived By Those Who Are not Professional Philosophers (1938) ging hij op zoek naar hoe de gewone mens op de straat over zoiets als 'waarheid' nadenkt.
Deze doelstelling was uit het oog verloren door hedendaagse filosofische stromingen in de analytische filosofie, zoals de ordinary language philosophy. Deze moderne voornamelijk Engelstalige filosofen gingen zich concentreren op de formele aspecten van het denken: analytische filosofen houden zich bezig met logica en taalfilosofie en discussiëren in de eerste plaats over wat het juiste gebruik van een bepaald concept is. Er is daarnaast nog wel onderzoek op vlak van ethiek, godsdienstfilosofie of politieke filosofie, maar dat wordt in de eerste plaats gebaseerd op het persoonlijke denken van de filosoof en a priori intuïties. Het contact met andere disciplines is langzamerhand aan het wegvallen.
De experimentele filosofie heeft als ambitie deze band te 'herstellen' en het contact met de andere wetenschappen te herstellen door zelf ook empirisch onderzoek te doen naar de intuïties en opvattingen die aan de basis liggen van filosofische discussies. Om het voorbeeld van Knobe en Nichols te parafraseren is het de ambitie van experimentele filosofen om stellingen als "In dit geval zou men geneigd zijn te stellen dat ..." te vervangen door "In dit geval is 79% van de testpersonen geneigd te stellen dat ...". In tegenstelling tot filosofen die voornamelijk te werk van via conceptuele analyse, wil de experimentele filosoof een concept niet verklaren aan de hand van andere (meer fundamentele) begrippen, maar wil daarentegen de onderliggende psychologische factoren die het gebruik ervan bepalen in kaart brengen. Zo wil de experimentele filosofie bijvoorbeeld het concept "verantwoordelijkheid" niet aan de hand van een definitie inzichtelijk maken, maar door onderzoek te verrichten hoe bepaalde zaken, zoals emotionele betrokkenheid, invloed uitoefenen op het oordeel of een persoon al dan niet verantwoordelijk is. Knobe en Nichols beschrijven de hoofdtaak van de experimentele filosofie in An Experimental Philosophy Manifesto als volgt:
"The goal is to determine what leads us to have the intuitions we do about free will, moral responsibility, the afterlife. The ultimate hope is that we can use this information to help determine whether the psychological sources of the beliefs undercut the warrant for the beliefs."

### Verdeeldheid
Hoewel de naam 'experimentele filosofie' suggereert dat het om een homogene beweging gaat, zijn er door de jaren heen toch verschillende onderzoeksprojecten gevormd. Het is dan ook mogelijk de experimentele filosofie op te delen in verschillende subcategorieën:
1. Een eerste vorm staat bekend als het 'optimistisch experientalisme',[11] 'experimentele analyse'[12] of het 'positieve programma'[13] genoemd. Deze experimentele filosofen vinden filosofische intuïties belangrijk, maar willen deze niet via introspectie onderzoeken, maar via systematische empirische studies.
2. De tegenhanger hiervan wordt wel het 'pessimistisch experientalisme'[11], 'experimenteel restrictionisme'[12] of het 'negatieve programma' genoemd.[13] In tegenstelling tot de eerste groep willen deze experimentele filosofen net het gebruik en misbruik van intuïties aan de kaak stellen. Ze willen net aantonen dat intuïties niet universeel gedeeld zijn en vaak gekleurd worden door culturele en omgevingsfactoren.
3. Een derde mogelijke groep die onderscheiden kan worden is het 'experimenteel descriptivisme'.[12] In tegenstelling tot de vorige twee vormen, wil deze vorm slechts beschrijven wat de oorsprong en bepalende factoren zijn die achter intuïties schuilgaan. Het gaat hier dus bijvoorbeeld om de vraag welke factoren ons moreel oordelen bepaald, los van of deze intuïties nu juist of fout zijn. Het doel hiervan is inzicht te krijgen in de menselijke geest. Door anderen wordt ook deze stroming onder het positieve programma geplaatst.[13]

## Onderzoek
Het onderzoek van de experimentele filosofie is aanvankelijk voortgekomen uit een experimenten met betrekking tot culturele verschillen, vrije wil en de handelingstheorie. Sindsdien heeft de experimentele filosofie zich verder uitgebreid naar nieuwe onderzoeksgebieden, bijvoorbeeld naar de taalfilosofie, rechtsfilosofie en wetenschapsfilosofie. Hoewel de experimentele filosofie zich oorspronkelijk en voornamelijk toelegt op het onderzoek van intuïties, zijn er ook filosofen die het onderzoeksgebied proberen te verruimen. Zo heeft Joshua Greene gebruikgemaakt van functionele MRI om uitspraken te doen over het moreel oordelen van mensen. Een andere voorbeeld is Eric Schwitzgebel die via bibliotheekstatistieken onderzoekt of ethiek ook moreel handelen bevorderd via de vraag of er meer of minder boeken worden ontvreemd (ten opzichte van andere boeken).

### Het Knobe-effect
Een van de bekendste resultaten van de experimentele filosofie is het "Knobe-effect", vernoemd naar Joshua Knobe. In een studie in 2003 legde Knobe de volgende gedachte-experimenten voor aan willekeurige mensen in een park:
"De vicepresident van een bedrijf gaat naar de bedrijfsleider en zegt: "We denken eraan een nieuw programma op te starten. Het zal onze winstmarges vergroten, maar het zal ook slecht zijn voor het milieu.
Hierop antwoordt de voorzitter: 'Dat we het milieu schaden kan me niet schelen. Ik wil gewoon zo veel mogelijk winst maken als ik kan. Start het nieuwe programma."
"De vicepresident van een bedrijf gaat naar de bedrijfsleider en zegt: "We denken eraan een nieuw programma op te starten. Het zal onze winstmarges vergroten, en het zal ook goed zijn voor het milieu.
Hierop antwoordt de voorzitter: "Dat we het milieu helpen kan me niet schelen. Ik wil gewoon zo veel mogelijk winst maken als ik kan. Start het nieuwe programma."
Het enige verschil tussen beide is dat het in het ene scenario niet uitmaakt voor de bedrijfsleider dat het milieu geschaad wordt en in het andere scenario dat het milieu geholpen wordt. De vraag die mensen nu voorgelegd kregen was: "Heeft de bedrijfsleider het milieu intentioneel geschaad [geholpen]?" Het resultaat was dat 82% van de testpersonen in het eerste scenario zei dat de bedrijfsleider intentioneel het milieu schaadde, terwijl in het tweede scenario 77% zei dat hij het milieu niet intentioneel geholpen heeft. Het Knobe-effect is dus het feit dat mensen geneigd te zijn slechte neveneffecten als intentioneel veroorzaakt te bestempelen, terwijl positieve neveneffecten als niet-intentioneel ervaren wordt.
Deze experimenten zijn meerdere malen herhaald en bevestigd. Er is daarnaast ook onderzoek gedaan naar de verschillen tussen culturen en qua leeftijd. Een studie met vier tot zesjarige kinderen lijkt erop te wijzen dat dit effect ontstaat, los van cultuur, bij kinderen rond de vier-vijf jaar. Ook lijkt dit fenomeen niet beperkt te zijn tot intuïties omtrent 'intentioneel handelen'. Dezelfde asymmetrie is ook terug te vinden bij andere gevallen, zoals de vraag of de bedrijfsleider al dan niet 'weet' dat hij het milieu schaadt of helpt.

#### Discussie
Dit effect heeft veel reactie teweeggebracht en er bestaat al een hele literatuur te poogt dit effect te verklaren. Bij de verklaringen kan men een onderscheid maken tussen twee grote groepen van verklaringen. Een eerste groep wil het verklaren aan de hand van (de aard van) het concept van 'intentioneel handelen' (intentional action), terwijl de andere groep dat niet doet.
Knobe zelf poneert de hypothese dat het concept van intentioneel handelen gevoelig is aan neveneffecten. Andere auteurs stellen dat er meerdere concepten van intentioneel handelen in het spel zijn. De verschillen zijn te verklaren doordat sommigen oordelen op basis van het al niet aanwezig zijn van de overtuiging dat iets slechte effecten zal opleveren en anderen op basis van een aanwezig verlangen om die effecten te verkrijgen. Uit andere experimenten blijkt ook dat het al dan niet toeschrijven van een intentie afhangt van de aanwezigheid van 'spijt' bij de persoon in kwestie. Als dit er expliciet wordt bij vermeld, dan zijn mensen minder geneigd het gedrag als intentioneel te zien.
Een tweede groep verklaringen zoekt het antwoord buiten het concept van intentioneel handelen. Edouard Machery, bijvoorbeeld, verklaart dit effect door de afwegingshypothese (trade-off hypothesis). De bedrijfsleider moet een afweging doen tussen winst en milieuvervuiling. Volgens Machery zijn mensen geneigd om bij zulke afwegingen van kosten altijd een intentie toe te schrijven. Een andere verklaringspiste is door het effect te wijten aan de pragmatiek die meespeelt. Mensen vinden dat wat de bedrijfsleider afkeuringswaardig en willen dit uiten. De enige manier dat ze dit kunnen doen is door hem de intentie toe te schrijven (als in "Je hebt dat met opzet gedaan!"). Thomas Nadelhoffer stelt dan weer dat het effect tot stand komt doordat de emoties ons parten spelen. De testpersonen worden overspoeld door negatieve ervaringen bij het lezen van het gedachte-experiment omdat de bedrijfsleider iets negeert waarvoor hij eigenlijk wel aandacht moet hebben, namelijk het milieu. Dit is niet het geval in het helpscenario en verklaart dus de asymmetrie.

### Ethiek
Experimentele filosofen hebben al verscheidene studies gedaan binnen de ethiek. Zo hebben Robert Woolfolk, Jo Doris en John Darley er onderzoek naar gedaan hoe gewone mensen morele verantwoordelijkheid aan anderen toeschrijven. Hun studie wijst erop dat mensen iemand verantwoordelijk achten voor een bepaalde daad, grotendeels door toedoen van de mate waarin die persoon instemt met zijn gedrag, zelfs al is het duidelijk dat hij niet anders gehandeld zou kunnen hebben. Het gedachte-experiment waarvan ze gebruikmaakten, bestond erin dat een man door kapers gedwongen werd zijn beste vriend neer te schieten, die hij eigenlijk zelf in het ene geval inderdaad wilde vermoorden (identificatie), maar in het andere geval niet. De mate van oorspronkelijke identificatie met de daad had een sterke invloed op het percentage van de testsubjecten die de man moreel verantwoordelijk achtten voor de dood van zijn vriend.
Deze studie lijkt een andere studie, namelijk die van Eddy Nahmias et al te ondersteunen in de stelling dat de mens in het klassieke debat rond vrije wil van nature compatibilist is. Compatibilisme wil hier zeggen dat vrije wil en een gedetermineerd universum elkaar niet uitsluiten: iemand kan nog steeds verantwoordelijk zijn ook al was hij niet vrij in zijn keuze voor die daad. Hun studie legde testpersonen een gedachte-experiment voor waarin een persoon een misdaad begaat in een volledig gedetermineerd universum. De vraag die ze hierbij kregen was of deze persoon al dan niet moreel verantwoordelijk was voor zijn daad. Het merendeel leek dit te bevestigen.
Toch staan deze resultaten in schril contrast met het merendeel van de filosofen dat een incompatibilisme verdedigt: vrije wil en determinisme sluiten elkaar uit in principe uit. Nichols en Knobe verdedigen dan in een andere studie ook de hypothese dat de mens wel degelijk van nature incompatibilist is, maar in bepaalde concrete gevallen geneigd is om compatibilistische intuïties te hebben. De oorzaak van deze 'uitzonderingen' is de sterke mate van affectieve betrokkenheid bij de voorbeelden. In neutrale, abstracte voorbeelden zijn mensen geneigd om te stellen dat vrije wil niet mogelijk is bij determinisme. In meer concrete gevallen echter worden de intuïties bespeeld door psychologische processen waardoor men de dader toch verantwoordelijk acht.

### Culturele verschillen
Experimenten door onder anderen Jonathan Weinberg, Nichols en Stephen Stich suggereren dat filosofische intuïties omtrent onderwerpen zoals kennis, vrije wil en referentie kunnen verschillen naargelang de cultuur waarin de persoon in kwestie is opgegroeid. Zo werd een kloof vastgesteld tussen hoe westerse en hoe Aziatische mensen nadenken over klassieke kennistheoretische gedachte-experimenten, zoals het Gettier-probleem. gelijkaardige verschillen zijn vast te stellen bij een vergelijking tussen westerse en Indische groepen. Verder zijn er ook aanwijzingen dat epistemische intuïties verschillen naargelang de sociale klasse en geslacht.
Een gelijkaardige studie suggereert ook dat er verschillen zijn tussen culturen met betrekking op de referentietheorie die men intuïtief het meest plausibel vindt. In de analytische filosofie staan traditioneel twee theorieën tegenover elkaar: de descriptivistische theorie (Gottlob Frege, Bertrand Russell, John Searle) die stelt dat een eigennaam, bijvoorbeeld Jan, verbonden wordt met de bijbehorende referent via de beschrijving van die persoon. De referent van 'Jan' is bijvoorbeeld 'De persoon die naast de bakker woont'. Daartegenover staat de causale theorie van Saul Kripke die stelt dat de referent van een naam verbonden is met de initiële 'doopact' van die persoon en het doorgeven van deze 'doopact'. 'Jan' betekent in die zin de persoon die bij zijn geboorte Jan is genoemd. In de hedendaagse analytische filosofie is in de eerste plaats Kripkes theorie dominant geworden, maar bepaalde experimentele filosofen wijzen erop dat dit weleens te wijten kan zijn aan de 'westerse intuïties'. Zo lijken mensen van Aziatische oorsprong 'descriptivistische intuïties' te hebben, terwijl men in het Westen voornamelijk Kripkiaanse intuïties terugvindt.

## Kritiek
Daarnaast is er ook door verschillende filosofen kritiek geleverd. Zo stellen sommigen dat hetgeen experimentele filosofen verrichten geen filosofie meer is, maar eerder thuishoort in de psychologie. Knobe en Nichols ontkennen dit feit en stellen dat bijvoorbeeld onderzoek naar intuïties over morele verantwoordelijkheid wel degelijk thuishoort in de filosofie.

### Foute methodes
Daarnaast wordt er ook vaak gewezen op de praktische problemen omtrent de resultaten en het onderzoek van de experimentele filosofie. Zo is het moeilijk te bepalen of een bepaalde gedachte-experiment de juiste intuïtie oproept en niet een andere of een meerdere in elkaar verstrengelde intuïties aanspreekt. Antti Kauppinen zal stellen dat de experimentele filosofie niet in staat is om met afstandelijke wetenschappelijke methodes de relevante intuïties te testen. Volgens Kauppinen leidt dit hoogstens tot het onderzoeken van wat hij 'oppervlakkige intuîties' noemt en niet de onderliggende, 'robuste intuïties', waarom het eigenlijk draait. Zelf stelt hij dan ook een andere methode voor, namelijk via dialoog en reflectie: dit houdt een actieve interactie met collega's, vrienden en studenten in.
Ook is het niet echt duidelijk wat er moet gebeuren met de resultaten. Zo lijkt het enerzijds niet duidelijk waarom men een bepaalde intuïtie moet aanvaarden als er een meerderheid is voor te vinden en anderzijds is het ook maar de vraag wat men moet doen als men het resultaat krijgt dat bijvoorbeeld 63% van de testpersonen A zegt. Wil dit zeggen dat A de juiste intuïtie is en de overige 27% van de testpersonen gewoon fout waren?
Experimentele filosofen antwoorden hier op dat Kauppinen de toegestane methodologie van de experimentele filosofie te beperkt ziet.

### Tegenwerping vanuit expertise
Een ander kritiek is dat het onderzoek van experimentele filosofen eigenlijk irrelevant is omdat het er niet toe doet wat leken denken over bepaalde onderwerpen. Analoog met de irrelevantie van hoe een leek denkt over de natuurkundige wereld voor een universitaire fysicus, is de mening van een niet-filosoof niet vermeldenswaardig binnen de filosofie. Een tweede versie van deze kritiek is dat intuïties er wel toe doen, maar dat goedopgeleide filosofen beter in staat zijn om over de intuïties te spreken omdat ze nu eenmaal hun intuïties in hun loopbaan hebben kunnen verfijnen. De leek heeft waarschijnlijk geen idee waarover hij juist spreekt, terwijl de filosofie een goed inzicht heeft in de hele zaak.
Verscheidene experimentele filosofen hebben op deze kritieken gereageerd. Op de eerste kritiek antwoorden Knobe en Nichols dat dit in sommige gebieden misschien wel houdbaar is, maar zeker niet in alle filosofische onderzoeksdomeinen. Bij onderwerpen zoals vrije wil, persoonsidentiteit en ethiek lijkt de mening van de man op de straat wel degelijk relevant. Een ethiek is waardeloos als hij niet in zekere zin aansluit bij wat de gewone man denkt dat het morele goede is; een theorie over de vrije wil moet gaan over de vrije wil waarover ook niet-filosofen spreken. Zo niet, dan is de filosofie geheel irrelevant. Op de tweede versie van de kritiek antwoorden Knobe en Nichols dat ze enerzijds niet echt een kritiek is, want de intuïties van filosofen kan evengoed onderworpen worden aan een experiment, maar dat ze anderzijds ook feitelijk onjuist is: filosofen lijken evenzeer verdeeld te zijn met betrekking tot bepaalde filosofische vraagstukken als leken dat zouden zijn. Een ander antwoord is gelijkaardig: men mag er niet zomaar van uitgaan dat leken per definitie fout zijn, maar moet het gaan onderzoeken. In feite vereist deze tegenwerping net meer empirisch onderzoek, in plaats van minder.

### Filosofie zonder intuïties
Een andere manier waarop verschillende filosofen kritiek geleverd hebben, is de stelling dat experimentele filosofie er niet toe doet omdat intuïties er niet toe doen. Voorbeelden hiervan zijn Max Deutsch, Herman Cappelen en Timothy Williamson. Zij stellen dat filosofie niet argumenteert via intuïties, maar via feiten over de wereld. Een Gettiergeval is geen intuïtief tegenargument tegen de klassieke definitie van kennis, maar een feitelijke weerlegging. Deutsch erkent het bestaan van intuïties wel, maar ontkent dat ze een rechtvaardiging voor kennis kunnen zijn. Williamson gaat verder en ontkent het aparte statuut van intuïties: het zijn gewoon oordelen van mensen zonder speciaal karakter. Hetzelfde geldt voor Cappelen, die in zijn boek Philosophy without Intuitions (2012) stelt dat het niet waar is dat filosofen gebruikmaken van intuïties in hun argumentatie, maar hoogstens dat ze slordig omgaan met termen zoals 'intuïtie'. Experimentele filosofie is met andere woorden een product van een verkeerde en verwarde metafilosofie.
Ook op deze kritiek is gereageerd, bijvoorbeeld door Joshua Alexander. Hij stelt dat de vraag of intuïties net bestaan of niet, net een vraag is die experimenteel onderzoek eist, en een waarvan men niet zomaar kan van uitgaan. Verder stelt hij ook dat weerlegging door feiten niet het enige wat speelt in filosofische discussies. Men moet niet enkel geldige argumenten geven, maar ook mensen ervan overtuigen dat deze gelijk zijn. Dit overtuigen gaat net enkel via zulke intuïtieve aanspraken via bijvoorbeeld gedachte-experimenten.